# Actiosaurus
Actiosaurus ("pobřežní ještěr") je rod vyhynulého triasového plaza, kterého formálně popsal v roce 1883 paleontolog Henri Émile Sauvage (1842–1917). Původně byl tento fosilní nález označen za dinosaura, později za nový druh mořského plaza ichtyosaura a dnes je obvykle považován za zástupce skupiny vyhynulých plazů zvaných choristodeři. Původní druhové jméno gaudryi bylo v roce 1884 při revizi změněno na gaudrii. Dnes je rodové jméno Actiosaurus označováno jako nomen dubium (vědecky pochybné jméno).